# Orthogonia suffusa
Orthogonia suffusa là một loài bướm đêm trong họ Noctuidae.